# Hanga Roa
Hanga Roa je glavno mesto, pristanišče in prestolnica  Velikonočnega otoka, v Čilu.  Je v južnem delu zahodne obale otoka, v nižinskem območju med ugaslima vulkanoma Terevaka in Rano Kau. Ima 3304 prebivalce (popis 2002) kar je 87 odstotkov celotnega prebivalstva otoka.

## Zgodovina
Večji del 20. stoletja je bila večina otoka v zakupu družbe Williamson-Balfour in zaprta za ljudstvo Rapanui; leta 1914 je v Hanga Roa živelo le 250 ljudi, v preostalem delu otoka pa so naselili veliko število ovac.

## Geografija
Glavna avenija otoka Avenida Atamu Tekena (prej Avenida Policarpo Toro) je srce mesta. Ob tej cesti so številni hoteli, restavracije, trgovine z živili in lekarna. Leta 1998 je bila cesta preimenovana po heroju Rapanui Atamu Te Keniju iz 19. stoletja; prej se je imenovala po kapitanu Policarpu Toru, čilskemu vojaškemu pomorščaku, ki je leta 1888 priključil Velikonočni otok k Čilu .Muzej otoka, pa tudi rimskokatoliška cerkev svetega Križa so v središču mesta. S prihodom interneta in širitvijo komunikacijskih storitev s strani čilske vlade se je v zadnjih letih pojavilo veliko internetnih kavarn in avtomatskih bankomatov (ATM).

## Gospodarstvo

### Turizem
Mesto ima vrsto hotelov in gostišč, ki poskrbijo za turiste, ki prihajajo občudovat svetovne znamenitosti otoka, še posebej znamenite kipe Moai. Hanga Roa in okolica ima številne impresivne moai, vendar so na otoku še večji. Dejanska hotelska kapaciteta je okoli 600 postelj, od hostlov do luksuznih hotelov.

### Drugo
Poleg turizma so druge dejavnosti še ribolov, kmetijstvo in uprava. Na otoku so številne čilske vladne službe, vključno s čilska mornarica. 
Poleg majhnega lokalnega ribiškega sektorja, pristanišče izvaja tudi ladijski prevoz do Valparaisa v Čilu.

## Galerija
- Moai v Hanga Roa, tudi Ko Te Riku (s pukao na glavi).V sredini je pogled na ahu s petimi moai. Mataveri je v ozadju z Rano Kau nad njim.
- Rimskokatoliška cerkev svetega Križa
- "Plaza de Hanga Roa"